# کین‌پیرا

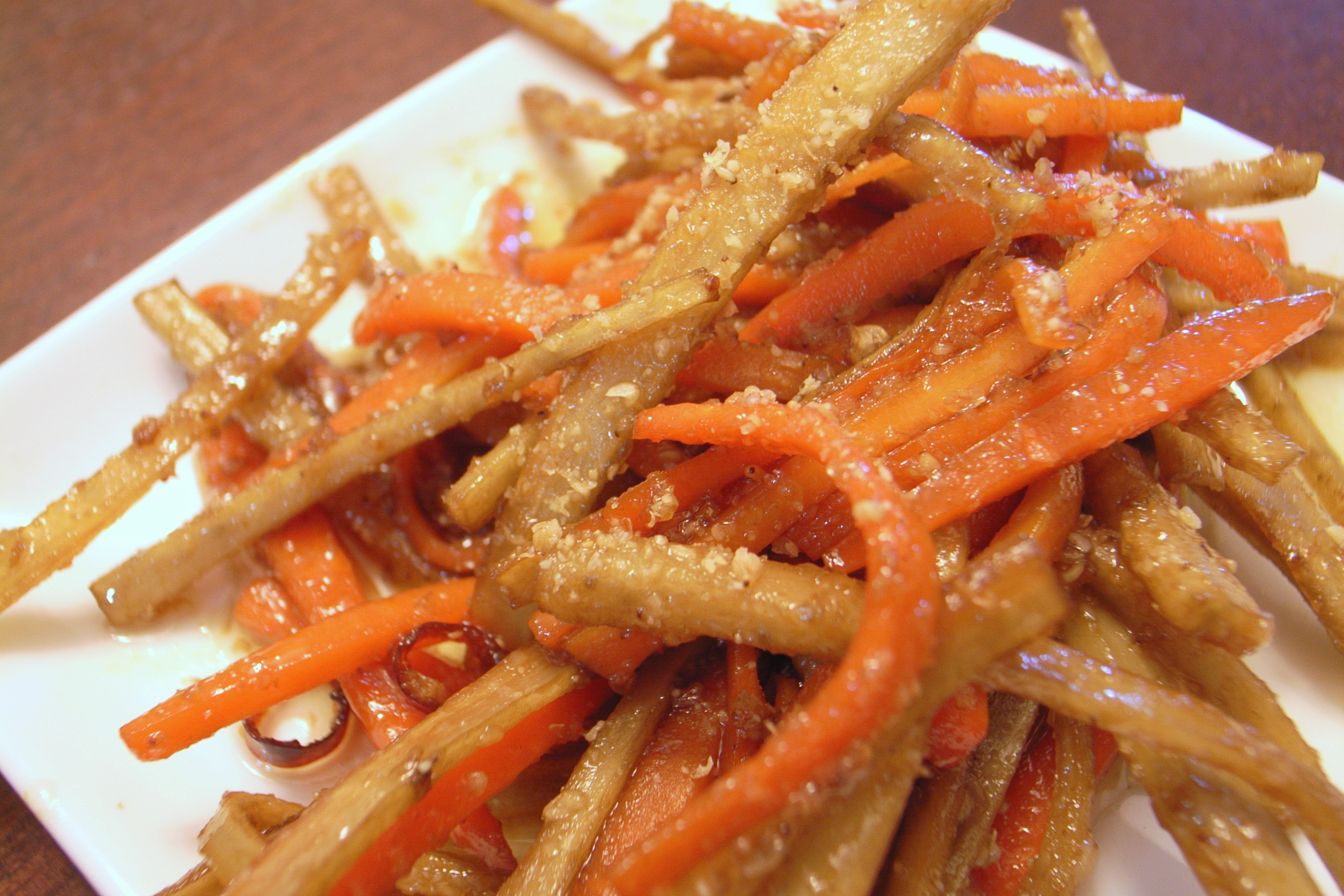
کین‌پیرا

کین‌پیرا (به ژاپنی: 金平 きんぴら  Kinpira) نام یکی از انواع غذاها در آشپزی ژاپنی است. این نوع غذا به روش همزدن و سرخ کردن سبزیجات خلال شده با چاشنی سس سویا و شکر درست می‌شود. معمولاً سبزیجات ریشه‌دار مانند هویج، گوبو و رِنکُن (ریشهٔ لالهٔ مردابی) در آن استفاده می‌شود. در صورتی‌که پوست دایکون یا یاکون نیز به صورت ضخیم بریده شود این مواد هم بکار برده می‌شوند و طعم آن خوشمزه است. برای چاشنی از میرین (یا ساکی و شکر) و سس سویا که مزه‌دهندهٔ اصلی است استفاده می‌شود در صورت تمایل فلفل قرمز و کنجد نیز می‌توان اضافه کرد. نام این غذا از نام کینتارو اقتباس شده‌است.     